# Kimmo Tolonen
Kimmo Heikki Tolonen, född 27 april 1938 i Puolango, är en finländsk botaniker.
Tolonen blev filosofie doktor 1967. Han var 1962–1970 assistent i botanik och 1983 tillförordnad biträdande professor vid Helsingfors universitet, 1970–1984 forskare vid Finlands Akademi samt 1986–2001 biträdande professor och professor i biologi (botanik, särskilt terrestrisk ekologi) vid Joensuu universitet. Han var 1969–2003 docent i botanik (1976–1978 docent i torvgeologi) vid Helsingfors universitet, 1976–2003 i kvartärgeologi vid Uleåborgs universitet och 1977–1986 i botanik vid Joensuu universitet.
Tolonen har publicerat ca 150 vetenskapliga arbeten om myrars, skogars och sjöars ekologi och naturhistoria, om egenskaper i torv, om bosättnings- och odlingshistoria, om miljöförändringar och om skalförsedda amöbor.